# Hans-Georg Schwarzenbeck
Hans-Georg Schwarzenbeck, surnommé « Katsche », né le 3 avril 1948 à Munich, est un footballeur allemand. 
Au poste de défenseur central, Schwarzenbeck connaît un grand succès. Avec le Bayern Munich il remporte notamment la Coupe d'Europe des clubs champions à trois reprises, tandis qu'avec l'équipe nationale d'Allemagne il gagne le Championnat d'Europe de 1972 puis la Coupe du monde de 1974.

## Carrière
Ce défenseur puissant (1,83 m pour 78 kg) est dans les années 1970 l'un des meilleurs joueurs allemands à son poste. Avec Franz Beckenbauer, Gerd Müller, Sepp Maier et Paul Breitner, Schwarzenbeck est un joueur emblématique des succès du Bayern Munich et de la Mannschaft dans les années 1970.
Avec le Bayern Munich, club dans lequel il arrive en 1961 et où il a fait l'intégralité de sa carrière professionnelle. Il joue son premier match le 8 octobre 1966 et remporte pour sa première saison la Coupe d'Europe des vainqueurs de coupe (en 1967), bien qu'il ne rentre pas en jeu en finale. Devenu titulaire à part entière dès l'année suivante, il remporte son premier titre de champion d'Allemagne en 1969, prélude à trois victoires, en Coupe d'Europe des clubs champions en 1974, 1975 et 1976, ainsi qu'en Coupe intercontinentale en 1976 contre les Brésiliens de Cruzeiro. En 1974, Schwarzenbeck inscrit le but égalisateur lors de la première manche de la finale européenne contre l'Atlético Madrid, en toute fin de prolongation (1-1 a. p.), d'une frappe lointaine inattendue. Il fait sa dernière apparition sous le maillot du Bayern le 18 août 1979. Une rupture du tendon d'Achille provoque la fin de sa carrière, bien qu'il reste sous contrat avec le Bayern jusqu'à la fin de la saison 1980-1981.
Sélectionné de 1971 à 1978 au sein de l'équipe nationale d'Allemagne, il participe à quatre tournois internationaux. Titulaire au poste d'arrière latéral, il remporte le Championnat d'Europe de 1972 puis la Coupe du monde de 1974, à domicile, et atteint la finale du Championnat d'Europe de 1976, perdue aux tirs au but face à la Tchécoslovaquie. Devenu remplaçant à partir de la fin 1976, il est appelé pour la Coupe du monde de 1978, dont les Allemands sont éliminés au 2e tour par l'Autriche, mais n'y joue pas.

## Palmarès

### En sélection
- Vainqueur de la Coupe du monde de 1974
- Vainqueur du Championnat d'Europe de 1972
- Finaliste du Championnat d'Europe de 1976

### Bayern Munich
- Vainqueur de la Coupe intercontinentale en 1976
- Vainqueur de la Coupe d'Europe des clubs champions en 1974, 1975 et 1976
- Vainqueur de la Coupe d'Europe des vainqueurs de coupe en 1967
- Champion d'Allemagne en 1969, 1972, 1973, 1974, 1980 et 1981 (6)
- Vainqueur de la Coupe d'Allemagne en 1967, 1969 et 1971 (3)

## Statistiques
Schwarzenbeck compte 44 sélections (0 but) avec l'équipe nationale d'Allemagne de 1971 à 1978.
Avec le Bayern Munich, Schwarzenbeck dispute entre 1966 et 1981 416 matchs de championnat (21 buts), ainsi que 74 matchs en compétitions européennes (2 buts),.
| Saison                | Club                  | Championnat           | Championnat | Championnat | Coupe(s) nationale(s) | Coupe(s) nationale(s) | Compétition(s) continentale(s) | Compétition(s) continentale(s) | Compétition(s) continentale(s) | Coupe intercontinentale | Coupe intercontinentale | Supercoupe UEFA | Supercoupe UEFA | Total | Total |
| Saison                | Club                  | Division              | M.          | B.          | M.                    | B.                    | Comp.                          | M.                             | B.                             | M.                      | B.                      | M.              | B.              | M.    | B.    |
| 1966-1967             | Bayern Munich         | Bundesliga            | 21          | 0           | 5                     | 0                     | C2                             | 2                              | 0                              | -                       | -                       | -               | -               | 28    | 0     |
| 1967-1968             | Bayern Munich         | Bundesliga            | 33          | 0           | 4                     | 0                     | C2                             | 8                              | 0                              | -                       | -                       | -               | -               | 45    | 0     |
| 1968-1969             | Bayern Munich         | Bundesliga            | 34          | 0           | 6                     | 0                     | -                              | -                              | -                              | -                       | -                       | -               | -               | 40    | 0     |
| 1969-1970             | Bayern Munich         | Bundesliga            | 32          | 1           | 1                     | 0                     | C1                             | 2                              | 0                              | -                       | -                       | -               | -               | 35    | 1     |
| 1970-1971             | Bayern Munich         | Bundesliga            | 29          | 2           | 2+7                   | 0+0                   | C3                             | 7                              | 1                              | -                       | -                       | -               | -               | 45    | 3     |
| 1971-1972             | Bayern Munich         | Bundesliga            | 32          | 1           | 5                     | 0                     | C2                             | 8                              | 0                              | -                       | -                       | -               | -               | 45    | 1     |
| 1972-1973             | Bayern Munich         | Bundesliga            | 34          | 1           | 6                     | 2                     | C1                             | 6                              | 0                              | -                       | -                       | -               | -               | 46    | 3     |
| 1973-1974             | Bayern Munich         | Bundesliga            | 33          | 7           | 4                     | 1                     | C1                             | 10                             | 1                              | -                       | -                       | -               | -               | 47    | 9     |
| 1974-1975             | Bayern Munich         | Bundesliga            | 34          | 3           | 3                     | 0                     | C1                             | 7                              | 0                              | -                       | -                       | -               | -               | 44    | 3     |
| 1975-1976             | Bayern Munich         | Bundesliga            | 33          | 1           | 6                     | 2                     | C1                             | 8                              | 0                              | -                       | -                       | 2               | 0               | 49    | 3     |
| 1976-1977             | Bayern Munich         | Bundesliga            | 31          | 1           | 3                     | 1                     | C1                             | 6                              | 0                              | 2                       | 0                       | 2               | 0               | 44    | 2     |
| 1977-1978             | Bayern Munich         | Bundesliga            | 34          | 1           | 3                     | 0                     | C3                             | 6                              | 0                              | -                       | -                       | -               | -               | 43    | 1     |
| 1978-1979             | Bayern Munich         | Bundesliga            | 34          | 3           | 2                     | 1                     | -                              | -                              | -                              | -                       | -                       | -               | -               | 36    | 4     |
| 1979-1980             | Bayern Munich         | Bundesliga            | 2           | 0           | -                     | -                     | -                              | -                              | -                              | -                       | -                       | -               | -               | 2     | 0     |
| 1980-1981             | Bayern Munich         | Bundesliga            | -           | -           | -                     | -                     | -                              | -                              | -                              | -                       | -                       | -               | -               | 0     | 0     |
| Total sur la carrière | Total sur la carrière | Total sur la carrière | 416         | 21          | 57                    | 7                     | -                              | 70                             | 2                              | 2                       | 0                       | 4               | 0               | 549   | 30    |

| Année | Matchs | Buts |
| ----- | ------ | ---- |
| 1971  | 7      | 0    |
| 1972  | 7      | 0    |
| 1973  | 5      | 0    |
| 1974  | 13     | 0    |
| 1975  | 4      | 0    |
| 1976  | 7      | 0    |
| 1977  | 0      | 0    |
| 1978  | 1      | 0    |
| Total | 44     | 0    |